# Barone Fermoy

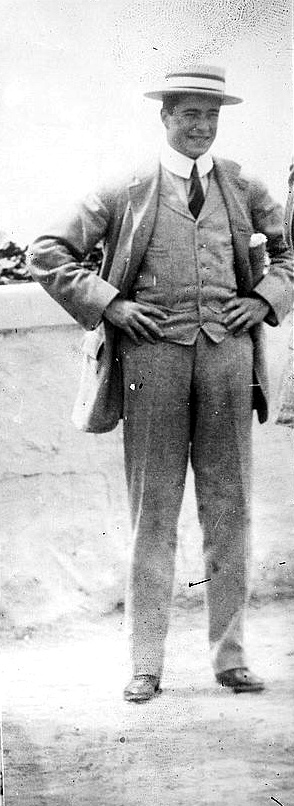
Maurice Roche,
IV barone Fermoy

Barone Fermoy è un titolo dei nobili d'Irlanda. Fu creato dalla regina Vittoria nel 1856 per il politico Edmund Burke Roche, che rappresentava la Contea di Cork e Marylebone nella Camera dei Comuni e prestò servizio anche come Lord tenente della Contea di Cork.
Il suo figlio minore, il III barone, fu Membro del Parlamento per la Contea di Kerry East.
Gli succedette suo figlio, il IV barone. Egli rappresentò in Parlamento Ling's Lynn.
Diana Spencer (1961-1997) era una parente di Edmond Burke Roche, il primo barone Fermoy (1815-1874), grazie a sua madre, Frances Shand Kydd.
Suo nonno materno, il IV barone Fermoy, era amico di re Giorgio VI ed era il più vecchio dei figli gemelli dell'ereditiera americana Frances Ellen Work e di suo marito, Hon. James Boothby Burke Roche, che, dopo il divorzio, divenne il III barone Fermoy.
Sua nonna materna, Ruth Roche, baronessa Fermoy (nata Ruth Sylvia Gill), era una confidente e attendente della regina Elisabetta (poi divenuta regina Madre); inoltre fondò il festival annuale di musica classica, King's Lynn, a Norfolk, Inghilterra.
Dal 1984 il titolo è tenuto dal VI barone, che succedette a suo padre.

## Lista dei baroni Fermoy
- Edmond Burke Roche, I barone Fermoy (1815–1874)
- Edmund FitzEdmund Burke Roche, II barone Fermoy (1850–1920)
- James Boothby Burke Roche, III barone Fermoy (1852–1920)
- (Edmund) Maurice Burke Roche, IV barone Fermoy (1885–1955), nonno materno di Lady Diana
- Edmund James Burke Roche, V barone Fermoy (1939–1984), zio materno di Lady Diana
- (Patrick) Maurice Burke Roche, VI barone Fermoy (nato nel 1967), cugino di Lady Diana

L'erede presunto è il fratello dell'attuale detentore Hon. Edmund Hugh Burke Roche (nato nel 1972).

L'erede apparente dell'erede presunto è suo figlio Archie Edmund Roche (nato nel 2005).